# Orosz mikroprocesszorok listája
Ez az oldal az orosz mikroprocesszorokat listázza csoportosítva.

## Orosz fejlesztésű processzorok
Moszkvai SPARC Technológiai Központ (МЦСТ, MCSZT)
- Elbrusz 2000 – VLIW architektúra, órajel: 300 MHz, fejlesztette az MCSZT (МЦСТ)
- Elbrusz-S (Эльбрус-S, 1891ВМ5Я) – az Elbrusz 2000 továbbfejlesztett változata; VLIW (EPIC) architektúra, 500 MHz
- Elbrusz–2SZ+ – az Elbrusz 2000 kétmagos továbbfejlesztése, órajel: 500 MHz, 4 hozzáadott DSP maggal (ELcore-09)
- Elbrusz–2SZM – az Elbrusz 2000 kétmagos továbbfejlesztése, órajel: 300 MHz
- Elbrusz–4SZ – az Elbrusz 2000 négymagos továbbfejlesztése, órajel: 800 MHz
- Elbrusz–8SZ – az Elbrusz 2000 nyolcmagos továbbfejlesztése, órajel: 1,3 GHz
- Elbrusz–2SZ3 – (К1891ВМ068) általános célú processzor, beépített 2D/3D grafikai gyorsítóval, kb. 2021, 1,6–2,0 GHz
- Elbrusz–12SZ – (К1891ВМ058А8, К1891ВМ058В8), terv, kb. 2023
- Elbrusz–16SZ – 2015-ben fejlesztés alatt álló típus, 8 és 16 magos változatok, 1,5 GHz, várható kibocsátás: 2018
- Elbrusz–32SZ – tervezett, kb. 2020, 2,5 GHz
- MCSZT-R150 (1891ВМ1) – SPARC architektúrájú mikroprocesszor, 2001 óta gyártják, SPARC V8 kompatibilis, 150 MHz
- MCSZT-R500 (1891ВМ2) – SPARC V8 kompatibilis, 500 MHz
- MCSZT-R500S (1891ВМ3) – 2009 óta gyártják, SPARC V8 kompatibilis, 500 MHz
- MCSZT-R1000 (1891ВМ6Я) – kb. 2013 óta gyártják, SPARC v9 kompatibilis, a VIS1 és VIS2 vektoros kiterjesztésekkel, 1000 MHz
- MCSZT-4R – az MCSZT-R1000 projektneve; 64 bites, 4 magos, kétutas sorrendi szuperskalár, SPARC V9 utasításkészlet-architektúra (ISA), 1000 MHz órajelfrekvencia, fejlesztette az MCSZT (МЦСТ)

ELVEES
- ELVEES Multicore – többmagos hibrid RISC és DSP processzor
  - 1892VM3T, (1892ВМ3Т (MC-12)) – 1 RISC mag + 1 DSP mag, ELcore-14
  - 1892VM2JA, (1892ВМ2Я (MC-24)) – 1 RISC mag + 1 DSP, ELcore-24
  - 1892VM5JA, (1892ВМ5Я (МС-0226, ЦПОС-02)) – 1 RISC mag + 2 DSP mag, ELcore-26
  - 1892VM4JA, (1892ВМ4Я (MC-0226G, МЦОС)) – 1 RISC mag + 2 DSP mag, ELcore-26
- NVCom-01
- NVCom-02 – változatai: 1892VM11JA (1892ВМ11Я, NVCom-02) és 1892VM2JA (1892ВМ10Я, NVCom-02T)

Oroszországi Tudományos Akadémia Rendszerkutatási Intézete (Научно-исследовательский институт системных исследований РАН)
- KOMDIV-32 – 32 bites, a MIPS I utasításkészlet-architektúra (ISA) megvalósítása, a MIPS R3000 processzorral kompatibilis, órajele 90 MHz
- KOMDIV-64 (1890VM5) – 64 bites, kétutas sorrendi szuperskalár, a MIPS IV utasításkészlet-architektúra megvalósítása, órajele 350 MHz
- KOMDIV128-RIO – aritmetikai koprocesszor

NTC Module
- NeuroMatrix
  - NM6403 (1879ВМ1) – 1998, VLIW/SIMD architektúrájú jelfeldolgozó processzor, 40 MHz
  - NM6404 (1879ВМ2) – 2007, módosított 1879ВМ1, 80 MHz
  - NM6405 (1879ВМ4) – 2009, VLIW/SIMD architektúra, 64 bites NeuroMatrix processzormag, 150 MHz
  - NMC – 64 bites RISC/DSP
  - NMRC – 32/64 bites RISC

Multiclet
- MultiClet P1 – sejtautomata alapú processzor
- MultiClet R1 – sejtautomata alapú, dinamikusan újrakonfigurálható

Baikal Electronics
- Baikal T1 – kétmagos MIPS32 kompatibilis, 1,2 GHz órajelű processzor,[1][2] 2015 júniusától elérhető[3]
- Baikal-M BE-M1000 – nyolcmagos ARM64, 1,5 GHz
- Baikal-S BE-S1000 – 48 magos ARM64, 2,5 GHz

## 8080/8086 klónok
Ezek többségében a Szovjetunióban tervezett, de némely esetben később az önálló Oroszországban is gyártott 8 és 16 bites processzorok. 
- Kvazar 580VM80 - i8080 utasításkészlet
- Kvazar KR580IK80A - i8080A utasításkészlet
- Kvazar KR580VM80A - i8080A utasításkészlet
- ZPP IM1821VM85A - i8085, 3,6 MHz, 1988-ban gyártották
- Kvazar KR1821VM85A - i8085, 3,6 MHz
- T34VM1 - Zilog Z80 utasításkészlet, 2,5 MHz
- KR1858VM1 - Zilog Z80 utasításkészlet, 2,5 MHz, 1994-ben gyártották
- KR1858VM2 - Zilog Z80A utasításkészlet, 2,5 MHz
- KR1858VM3 - Zilog Z80B utasításkészlet, 2,5 MHz
- Kvazar/Rodon/Dnyepr KR1810VM86 - i8086 utasításkészlet, 5 MHz, 2 w, 1991-ben gyártották
- Kvazar KP1810BM86M - i8086 utasításkészlet
- Kvazar KR1810VM86M - i8086 utasításkészlet, 8 MHz, 1,75 w
- Kvazar KR1810VM86B - i8086 utasításkészlet, 8 MHz, 1,75 w
- Kvazar/Kvantor/Rodon KR1810VM86 - i8086 utasításkészlet, 4,77 Mhz
- Kvazar KМ1810ВМ86 - exportra gyártott i8088 processzor, 1987
- Kvazar/Kvantor KM1810VM88 - i8088 utasításkészlet, 4,77 Mhz, 1990
- ElectronPribor KR1810VM88 - i8088, 5 MHz, 1990
- КМ1810ВМ87 - 8087 lebegőpontos koprocesszor klónja
- KR1834VM86 - 8086 klón, amelyet Kievben (mai Ukrajna területe) terveztek, és Minszkben (Fehéroroszország) gyártottak, 1990
- 1875VD1T - i80186 klón
- КР1847ВМ286 - Intel 286 klón
- 1875VD2T - Intel 386 klón

## RISC klónok, és saját tervezésű szovjet processzorok
- КР581ИК1 - PDP11 utasításkészlet, a Western Digital MCP-1600 klónja
- КР588ВС2А - PDP11 utasításkészlet
- КА1013ВМ1 - PDP11 utasításkészlet
- 1801BMx - PDP11 utasításkészlet
- 1806ВМ2 - PDP11 utasításkészlet
- КР1807ВМ1 - PDP11 utasításkészlet, a DEC T-11	klónja
- КЛ1807ВМ3 - a DEC MicroVAX klónja, VAX utasításkészlet
- КН1811ВМ1 - PDP11 utasításkészlet, a DEC F-11 klónja
- КМ1816ВЕ48 - Intel 8048 klón
- КР1816ВЕ51 - Intel 8051 klón
- КМ1818ВМ01 - Signetics 8X300 utasításkészlet
- Б1825ВС1-2 - 32 bites orosz processzor
- 1824ВС21 - PDP11 utasításkészlet
- Н1836ВМ3 - PDP11 utasításkészlet
- Л1839ВМ1 - VAX utasításkészlet
- КА1843ВС1 - AMD Am29C300 klón, 32 bites
- CM601P - Motorola 6800 klón
- CM652 - Motorola 6805 klón
- 1890ВМ1Т - 32 bites MIPS utasításkészlet
- 1890ВМ5Ф - 64 bites MIPS utasításkészlet
- 1891ВМ3 - Sparc utasításkészlet

## Fordítás
Ez a szócikk részben vagy egészben  a   List of Russian microprocessors című angol Wikipédia-szócikk ezen változatának fordításán alapul.  Az eredeti cikk szerkesztőit annak laptörténete sorolja fel. Ez a jelzés csupán a megfogalmazás eredetét és a szerzői jogokat jelzi, nem szolgál a cikkben szereplő információk forrásmegjelöléseként.